# Torneo Argentino A
Das Torneo Federal A, ehemals Torneo Argentino A, ist eine der zwei Spielklassen auf der dritten Ebene im Ligensystem der argentinischen Asociación del Fútbol Argentino. Das Turnier wird von Mannschaften außerhalb des Raums Buenos Aires bestritten und ist in eine Gruppenphase und eine K.o.-Runde eingeteilt.
Wie die oberen Ligen war auch das Argentino A bis 2007 in ein Apertura-und-Clausura-System aufgeteilt, es wurden also zwei Meisterschaften pro Jahr ausgespielt. Seit der Saison 2007/08 dauert das Turnier ein Jahr lang.

## Austragungsmodus

### Erste Phase
In der Ersten Phase werden die Mannschaften in drei Zonen mit je 8 Mannschaften aufgeteilt. In jeder Gruppe spielt jeder 4 Mal gegen jeden. Das ergibt im gesamten 28 Spiele für jede Mannschaft. Danach spielen alle Mannschaften in der 2. Phase weiter, aber die Mannschaften werden aufgeteilt. Die 3 besten Teams aus jeder Zone (insgesamt 9 Mannschaften) spielen in der Meisterschafts Phase (Fase Campeonato). Die 15 übrigen Teams spielen der Phase "Revalida" gegeneinander.

### Zweite Phase

#### Phase "Campeonato"
In dieser Phase spielen die 9 Teams aus der ersten Phase einmal jeder gegen jeden. In dieser Runde hat jedes Team daher 8 Spiele. Das beste Team steigt automatisch in die Liga Nacional B auf. Die anderen 8 Mannschaften steigen in der 3. Phase wieder ein.

#### Phase "Revalida"
Die übrigen 15 Mannschaften werden in 3 Gruppen mit je 5 Teams aufgeteilt. Dort spielt jeder gegen jeden 2 Mal. Die 3 Gruppensieger und die Mannschaft, die die meisten Punkte hat wenn man die Erste Phase und die Phase Revalida zusammenrechnet (Ausgenommen die 3 Gruppensieger), kommen in die Phase 4 weiter. Das heißt, dass insgesamt 4 Mannschaften aufsteigen. Die übrigen 11 Mannschaften werden in einer Abschlussphase ("Régimen de Descenso y Promoción") zusammengefasst.

### "Régimen de Descenso y Promoción"
Am Beginn dieser Phase werden die Gesamtpunkte der 11 Mannschaften aus der Ersten Phase und der Phase "Revalida" zusammengerechnet. Das zehnt- und das elftplatzierte Team steigen automatisch in das Torneo Argentino B ab. Das acht- und das neuntplatzierte Team spielen in der Relegation gegen 2 Mannschaften aus dem Torneo Argentino B.

### Dritte Phase
In der 3. Phase spielen die 8 Teams aus der Phase "Campeonato" gegeneinander. Dabei spielt der Erste gegen den Achten, der Zweite gegen den Siebten usw. in Hin.- und Rückspiel. Die Siegerteams steigen in die 4. Phase auf.

### Vierte Phase
In dieser Phase spielen die Aufsteiger der 3. Phase gegen die Aufsteiger aus der Phase "Revalida". Auch hier spielen wieder 8 Teams gegeneinander. Dabei spielt immer ein Team aus der 3. Phase, 2 Mal gegen eines aus der Phase "Revalida". Die 4 Siegermannschaften spielen in der 5. Phase weiter.

### Fünfte Phase
Die 4 Teams aus der 4. Phase spielen hier gegeneinander. Der Erste der Gesamttabelle aus der 1. Phase gegen den Vierten sowie der Zweite gegen den Dritten. Die beiden Siegerteams spielen in der 6. Phase gegeneinander.

### Sechste Phase
Die beiden Teams aus der 5. Phase spielen 2 Mal gegeneinander und das Siegerteam spielt Relegation gegen eine Mannschaft aus der Liga Nacional B.